# Anna Levine
Anna Levine, rovněž známá jako Anna Thomson (* 18. září 1953) je americká herečka. Narodila se do umělecky založené rodiny a již od útlého dětství se věnovala baletu. Později se začala věnovat herectví, nejprve v divadle a později ve filmu; první filmovou roli dostala v roce 1980 ve filmu Nebeská brána. Rovněž hrála v televizních seriálech a také v pořadu The Tracey Ullman Show.

## Filmografie
- Nebeská brána (1980)
- Papež z Greenwich Village (1984)
- Mariini milenci (1984)
- Murphyho dobrodružství (1985)
- Hledám Susan. Zn.: Zoufale (1985)
- Něco divokého (1986)
- Tváří v tvář smrti (1986)
- Wall Street (1987)
- Osudová přitažlivost (1987)
- Leonard Part 6 (1987)
- Noční talk show (1988)
- Bird (1988)
- White Hot (1989)
- Warlock (1989)
- Julie a její milenci (1990)
- Past na Chrise (1992)
- Nesmiřitelní (1992)
- Pravdivá romance (1993)
- Vraždící zbraň (1994)
- Trable prcka Binka (1994)
- Vrána (1994)
- Mizerové (1995)
- Drunks (1995)
- Café Society (1995)
- Angus (1995)
- Angela (1995)
- Střelila jsem Andyho Warhola (1996)
- Na konci sil (1996)
- Dead Girl (1996)
- Trouble on the Corner (1997)
- Sue (1997)
- Six Ways to Sunday (1997)
- Other Voices, Other Rooms (1997)
- Fiona (1998)
- Stringer (1999)
- Spěchej dál (2000)
- Praktikantka (2000)
- Kapky deště na rozpálených kamenech (2000)
- Bridget (2002)
- American Widow (2011)